# 永澤竜亮
永澤 竜亮（ながさわ りょうすけ、1998年9月25日 - ）は、大阪府出身のサッカー選手。ポジションはFW。

## クラブ歴
ユース時代はガンバ大阪門真ジュニアユースとヴィッセル神戸U-18に在籍した。
2018年にタイ・リーグ2のプーケット・シティFCに加入。
2020年にアルビレックス新潟シンガポールに移籍した。
2022年1月11日、セルビア・スーペルリーガのFKラドニチュキ・ニシュへ完全移籍。

## 代表歴
U-16からU-18代表までの選出歴がある。U-16代表ではAFC U-16選手権2014に出場、グループリーグで1得点を記録した。